# Tension oculaire
Pour les articles homonymes, voir PIO et IOP.

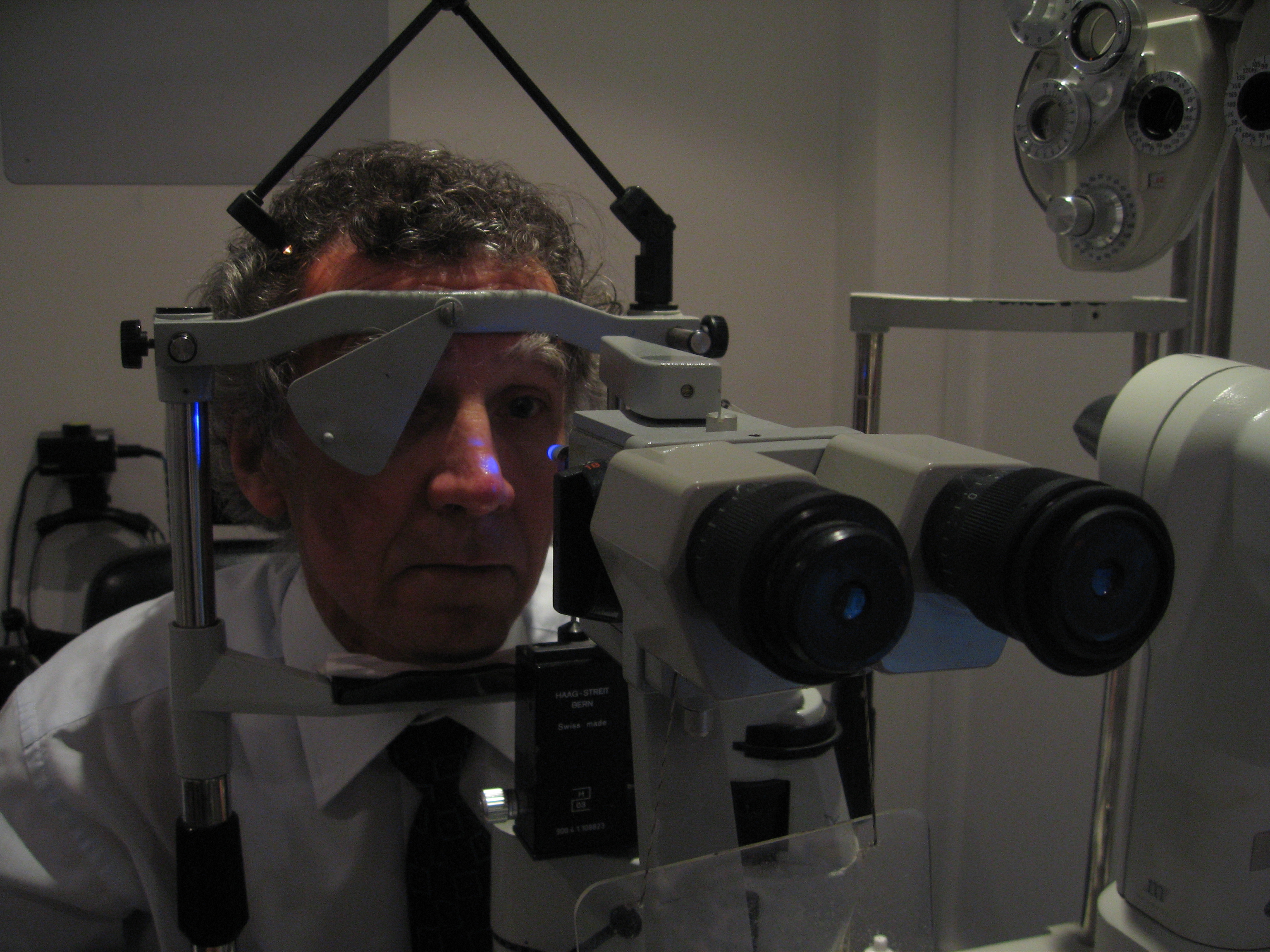
Patient dont on mesure la tension oculaire au moyen d'un tonomètre.

La tension oculaire (également appelée pression intra-oculaire ou PIO ; en anglais, Intraocular pressure ou IOP) correspond à la pression régnant à l'intérieur du globe oculaire, qui est un organe creux. Sa mesure physique, dans le cadre de l'ophtalmologie, est la tonométrie.
Cette tension, souvent confondue avec la tension artérielle, n'a pourtant aucun rapport avec cette dernière qui correspond à la pression sanguine régnant à l'intérieur des artères.
La tension oculaire est le résultat de l'équilibre permanent entre la fabrication et l'élimination du liquide intra-oculaire qu'on appelle l'humeur aqueuse. Elle varie normalement entre 10 et 20 mmHg avec une moyenne de 16 mmHg (à peu près 10 fois moins que la tension artérielle qui se mesure en cm de mercure). Au-delà de 21 mmHg, on parle d'hypertonie oculaire.
Spontanément, en dehors de certaines maladies oculaires, la tension n'est jamais trop faible. En revanche, un défaut d'élimination de l'humeur aqueuse provoque une augmentation de la tension oculaire qui peut conduire, dans certaines conditions, à une maladie appelée glaucome.
En France, ce sont très souvent les orthoptistes qui réalisent cette mesure en amont de la rencontre avec le médecin ophtalmologiste.

## Techniques de mesure
En pratique, la mesure est faite indirectement en mesurant la force nécessaire pour aplanir une petite portion du globe oculaire.
La tonométrie par applanation emploie le contact d'un capteur sur le globe oculaire. Elle nécessite une anesthésie locale. Sa précision est de l'ordre de 2 mmHg, avec une certaine variabilité suivant l'examinateur. La tonométrie à jet d'air est plus confortable puisque ne nécessite ni contact, ni anesthésie.